# Leptataspis horvathi
Leptataspis horvathi är en insektsart som beskrevs av Jacobi 1921. Leptataspis horvathi ingår i släktet Leptataspis och familjen spottstritar. Inga underarter finns listade i Catalogue of Life.